# Верхняя Омра (река)
Верхняя Омра — река в России, протекает в Сосногорском и Троицко-Печорском районах Республики Коми. Устье реки находится в 87 км по левому берегу реки Сойва. Длина реки составляет 32 км. В 7 км от устья принимает справа реку Омравож.

## Этимология
Гидроним Верхняя Омра, так же как и Нижняя Омра, имеет финно-угорское происхождение, на коми омра означает «растение семейства зонтичных (дудник, дягиль)».

## Описание
Исток реки в болотах в 10 км к северу от деревни Верхняя Омра. Река течёт на юг, всё течение проходит по заболоченному таёжному лесу. В среднем течении протекает поселок Верхняя Омра и пересекает ж/д линию Сосногорск — Троицко-Печорск. Впадает в Сойву в урочище Дыдыннюр.

## Данные водного реестра
По данным государственного водного реестра России относится к Двинско-Печорскому бассейновому округу, водохозяйственный участок реки — Печора от истока до водомерного поста у посёлка Шердино, речной подбассейн реки — Бассейны притоков Печоры до впадения Усы. Речной бассейн реки — Печора.
Код объекта в государственном водном реестре — 03050100112103000060139.